# Albanosmilus
Albanosmilus és un gènere extint de carnívor de la família Barbourofelidae. Anteriorment va ser considerat membre de la família Nimravidae. Va ser assignat a Barbourofelinae per Bryant (1991).

## Característiques
Albanosmilus era més voluminós i musculós que els grans felins actuals, com el tigre, i probablement semblava un lleó amb aspecte d'os. Tenia uns grans ullals en forma de sabre que recorden a les dels fèlids maquerodontins i que usarien saltant al coll de les seves preses.

## Distribució geogràfica
Va viure durant el Miocè mitjà i superior a Europa, Àsia, i Nord-amèrica. A la Depressió del Vallès-Penedès se'n coneixen al voltant de 60 fòssils; els més antics tenen uns 12 milions d'anys d'antiguitat i els més recents uns 9,5 milions d'anys.

## Taxonomia
Se'n coneixen dues espècies:
- Albanosmilus whitfordi
- Albanosmilus jourdani